# Fight for Freedom
Fight for Freedom (To End All Wars) è un film del 2001 diretto da David L. Cunningham.
Film di guerra basato sul libro autobiografico di Ernest Gordon, prigioniero di guerra dei Giapponesi, durante la Seconda guerra mondiale.

## Trama
Dopo la caduta di Singapore, un gruppo di militari inglesi viene catturato e portato in un campo di prigionia nel cuore della giungla thailandese. I prigionieri, capeggiati dal capitano Gordon sono considerati parte di una razza inferiore e devono fare i conti con un lavoro massacrante: la costruzione della nuova linea ferroviaria. Il loro unico desiderio è fuggire. Il maggiore Campbell cerca di organizzare una fuga, ma il morale della truppa, fiaccato dalla fame, dalle malattie e dalle torture, è a terra. Interviene il capitano Gordon che aiuta i prigionieri a riconquistare dignità e speranza.